# چنمینگ
چنمینگ (انگلیسی: Chenming) شرکت کاغذسازی چینی است، که در سال ۱۹۹۶ تأسیس شد.